# Waldemar Vöge
Waldemar Vöge (* 16. Mai 1901 in Laboe; † 6. August 1962) war ein deutscher Verwaltungsbeamter. Er war Volljurist und seit 1932 Mitglied von SA und NSDAP. Er war Staatsanwaltschaftsrat in Schneidemühl, dann nacheinander Landrat im Kreis Flatow (1934–1935) und im Kreis Zauch-Belzig (1935–1939). Danach war er Vizepräsident bzw. Regierungspräsident beim Oberpräsidium der preußischen Provinz Schleswig-Holstein. Unter britischer Besatzung nahm er vorübergehend die Geschäfte des Oberpräsidenten wahr, und zwar ab der Entlassung des Oberpräsidenten Hinrich Lohse am 6. Mai 1945 bis zur Ernennung von Otto Hoevermann zum neuen Oberpräsidenten am 14. Mai 1945.